# Barail
Barail o Barel (Gran Dic) és una serallada muntanyosa del districte de North Cachar Hills a Assam. Connecta les muntanyes Khasi i muntanyes Jaintia i les muntanyes Naga i les de Manipur; forma la frontera entre el North Cahchar i el South Cachar. La seva altura arriba fins als 1.850 metres.
Està coberta de densa jungla i bambú. Les muntanyes arriben a prop de 2000 metres. Estan creuades pel riu Jatinga que va a trobar al riu Barak a la Vall de Barak. Hi neixen diversos rius i rierols que corren també fins al riu Barak, entre els quals destaca el Jhiri.